# 雷哈瓦姆·澤維
雷哈瓦姆·澤維（希伯來語：‎，1926年6月20日—2001年10月17日）是以色列将军和政治家，他是右翼民族主义政黨Moledet的創始人。2001年10月17日，他被解放巴勒斯坦人民阵线成員暗杀。